# Fimbristylis vaginata
Fimbristylis vaginata är en halvgräsart som först beskrevs av Robert Brown, och fick sitt nu gällande namn av Karel Domin. Fimbristylis vaginata ingår i släktet Fimbristylis och familjen halvgräs. Inga underarter finns listade i Catalogue of Life.